# Holger Bergwall
Knut Holger Bergwall, född 5 december 1879 i Undersviks församling, Gävleborgs län, död 5 maj 1959, var en svensk präst och skolman. Han skrev böcker om skyddshemsarbete. Han var bror till Einar Bergwall och svärson till Magnus Wieselgren.

Bergwall, som var son till prosten Hjalmar Bergwall och Alma Arbman, avlade dimissionsexamen 1902 samt prästexamen och folkskollärarexamen 1903 och prästvigdes samma år. Han var predikant och förste lärare vid statens uppfostringsanstalt på Bona 1905–1910, kapellpredikant och överlärare i Hofors 1910–1912, rektor vid Prins Gustavs folkskola i Uppsala (Uppsala stads folkskola) 1912–1931, kyrkoherde i Hudiksvalls och Idenors församlingar 1931–1935 och rektor vid Svenska kyrkans lekmannaskola i Sigtuna från 1936.
Bergwall var Skolöverstyrelsens inspektör över anstalter för vanartiga och sedligt försummade barn 1920–1925, skyddshemsinspektör 1926–1929, rektor vid Uppsala högre folkskola 1920–1929, ordförande i styrelsen för småskoleseminariet i Uppsala 1916–1931, ordförande i Uppsala KFUM 1913–1920, ordförande i Allmänna svenska prästföreningens krets i norra Hälsingland 1931–1935 och inspektor vid Hudiksvalls högre allmänna läroverk 1933–1935. 
Holger Bergwall är begraven på Uppsala gamla kyrkogård.